# Cypholophus melanocarpoides
Cypholophus melanocarpoides är en nässelväxtart som beskrevs av H. Winkl.. Cypholophus melanocarpoides ingår i släktet Cypholophus och familjen nässelväxter. Inga underarter finns listade i Catalogue of Life.